# Rózsi Szöllősi
Rózsi Szöllősi (anhörenⓘ * 20. Februar 1892 in Királyháza, Königreich Ungarn; † nach 1927) war eine ungarische Schauspielerin und Sängerin.

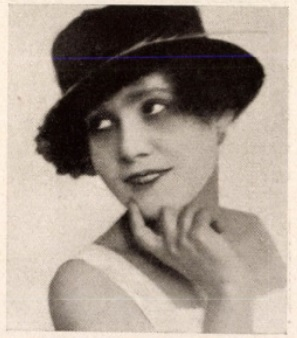
Rózsi Szöllősi

## Leben
Szöllősi begann ihre Laufbahn 1910 als Schauspielerin am Vígszínkör in Budapest. 1915 spielte sie beim Városligeti Színkör und im Vígszínház. Ab 1916 war sie für neun Jahre
Mitglied des Apolló Kabaré in Budapest. Dort trat sie unter anderem als Sängerin mit zur damaligen Zeit populären Liedern wie „Yvonne“ von Dénes Buday und Imre Harmath und „Hurrá, fiuk! Ma utóljára ...“ von Károly Lovászy und Károly Kovács auf und erreichte eine größere Bekanntheit. 1917 und 1918 wirkte sie als Schauspielerin in zwei Stummfilmen. Es folgten Auftritte beim Fővárosi Kabaré und Vidám Színpad, einer Operettenbühne in Budapest. 1925 debütierte sie als Opernsängerin beim Városi Színház in der Rolle der Madama Butterfly in der gleichnamigen Oper von Giacomo Puccini. 1926 zog sie nach Italien und gab Gastspiele in der Schweiz. Über ihr weiteres künstlerisches Wirken ist wenig bekannt.

## Persönliches
Szöllősi heiratete 1911 den Schauspieler und Regisseur Ernő Szabolcs, von dem sie 1927 geschieden wurde.

## Bühnenrollen (Auswahl)
- Denise de Flavigny (Hervé: Mam’zelle Nitouche)
- Paris (Jacques Offenbach: Die schöne Helena)
- Norina (Gaetano Donizetti: Don Pasquale)
- Madama Butterfly (Giacomo Puccini: Madama Butterfly)

## Filmografie
- 1917: Tavasz a télben
- 1918: Alraune